# Juliushammer
Juliushammer ist ein Gemeindeteil der Kreisstadt Wunsiedel im Landkreis Wunsiedel im Fichtelgebirge (Oberfranken,  Bayern). Im Jahr 2000 lebten in Juliushammer acht Personen.

## Geografie
Das Einzelanwesen liegt drei Kilometer östlich der Kernstadt Wunsiedel an der Gemeindeverbindungsstraße Wintersreuth nach Tiefenbach im Tal der Röslau.

## Geschichte
Das Hammerwerk wurde erstmals im Jahr 1499 im Landbuch der Sechsämter genannt. Es war das größte Hammerwerk im Bezirk und belieferte die Wunsiedler Plattner mit Eisenblech. 1686 wurde es in eine Mahlmühle umgewandelt. Der Hammer wurde vom Wasser der Röslau betrieben.